# Biserica reformată de pe Ulița Lupilor

Latura nordică a bisericii

Biserica Reformată de pe Ulița Lupilor (azi: str. Mihail Kogălniceanu nr.21) din Cluj-Napoca (în maghiară Farkas utcai református templom, în germană Reformierte Kirche in der Wolfsgasse) din imediata apropiere a Bastionului Croitorilor este unul din cele mai valoroase edificii gotice din Transilvania, fiind ridicat între 1486-1516. Biserica mai este cunoscută și sub numele de Biserica Reformată Centrală sau Biserica Reformată de pe Ulița Lupilor. Numele Uliței Lupilor, una din cele mai vechi străzi ale Clujului, este menționat în documentele medievale ca Platea Luporum. După Unirea Transilvaniei cu România numele Uliței Lupilor a fost schimbat în „strada Mihail Kogălniceanu”, care a rămas până în prezent denumirea oficială a străzii.
Pe lista monumentelor istorice din județul Cluj, biserica are codul  CJ-II-m-A-07380.

## Istoric

### Ridicarea și perioada franciscană
Primul document referitor la înălțarea lăcașului de cult este datat 9 septembrie 1486. Atunci primarul Clujului, Ambrosius Schneider, și consiliul orașului au decis să doneze călugărilor franciscani romano-catolici un teren aflat în imediata apropiere a Bastionului Croitorilor pentru a fi ridicată o biserică și o mănăstire. Construcția propriu-zisă a bisericii și mănăstirii a început în 1487 sub supravegherea călugărilor franciscani minoriți, conduși de călugărul Ioan (trimis special la Cluj pentru lucrare) și cu susținerea regelui Matia Corvin și, după moartea acestuia, construcția este continuată cu sprijinul regelui Vladislav al II-lea al Ungariei din veniturile obținute de mineritul sării. Conform unui document al regelui Matia Corvin, document datat în anul 1490, coordonarea economică a lucrărilor a fost încredințată cancelarului pentru mineritul sării din Ardeal.
Biserica a fost finalizată în anul 1510 și are aspectul unui castel medieval (motiv pentru care mai este denumită și Biserica-Cetate). Ea este o construcție puritană, inițial tencuită, având numai pietrele de talie de pe margini aparente. Aspectul de astăzi al edificiului se datorează restaurărilor și arată zidăria originală formată din pietre imense dispuse asimetric ce oglindește trăsăturile stilului gotic târziu.

### Perioada iezuită
Din cauza luptelor din epoca reformei, călugării franciscani-minoriți au fost alungați în 1566, iar biserica a rămas pustie până în 1579, când principele Ardealului Cristofor Báthory a încredințat-o călugărilor romano-catolici iezuiți și universității fondate de ei aici, împreună cu întreg ansamblul de clădiri aferente. Universitatea iezuită a reușit rapid să câștige un prestigiu deosebit, iar în 1583 erau educați aici peste 150 de tineri.
La acest colegiu a studiat și Nicolae Pătrașcu, fiul lui Mihai Viteazul.
Din anul 1577 datează o inscripție pitorească dăltuită în una din pietrele din interiorul bisericii: Qui non canit in coro / Sta, sicut bos in foro (Cine nu cântă în cor / stă ca boul în târg).
În vara anului 1603 Moise Szekely a cucerit orașul ocupat de habsburgi. La îndemnul pastorilor unitarieni locuitorii Clujului au atacat biserica și au început să o distrugă. Pe parcursul acestor încercări, mai multe blocuri de piatră au căzut peste atacatori și 14 dintre ei au fost omorâți, ceea ce i-a făcut pe ceilalți să se oprească imediat, considerându-l un semn divin. A fost distrusă însă extrem de grav bolta lăcașului, rămânând intact doar tavanul altarului. Clădirea bisericii a început să fie folosită drept sursă de piatră pentru alte clădiri, sanctuarul fiind folosit pentru o vreme ca depozit.

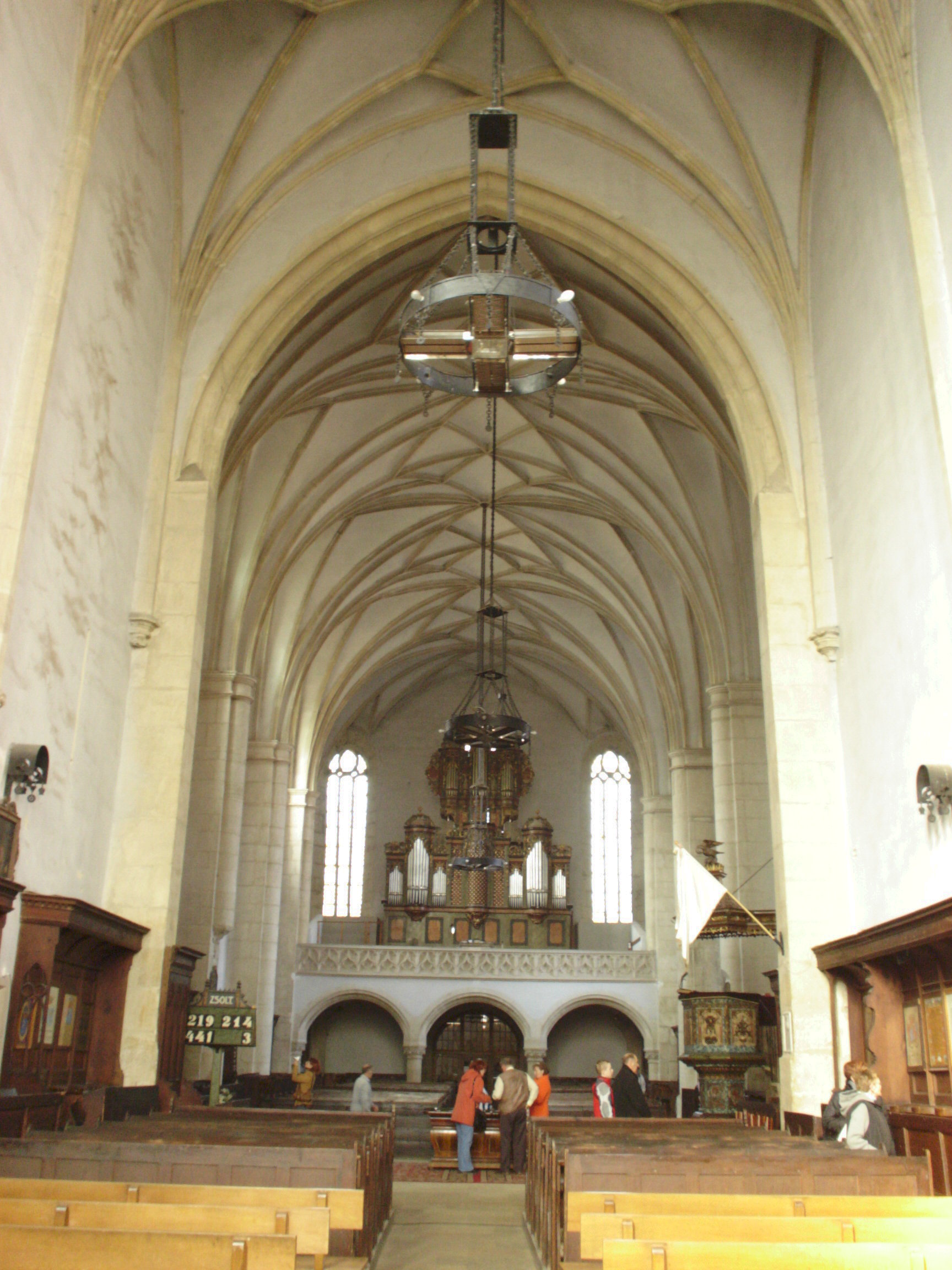
Interiorul

### Perioada reformată
Distrusă și devastată, biserica a rămas în această stare până în 1622, când voievodul Gabriel Bethlen și Dieta de la Cluj, au decis să fie atribuită reformaților calvini. În 1627 biserica a fost afectată de o explozie a prafului de pușcă depozitat în imediata apropiere, în Bastionul Croitorilor.
Reformații, care erau minoritari în Clujul majoritar unitarian, nu dispuneau de fonduri suficiente reparării clădirii. Din acest motiv, refacerea și renovarea clădirii au avut loc abia în perioada 1638-1645, la inițiativa voievodului Gheorghe Rákóczi I, când au fost reparate distrugerile provocate la arcada bisericii și a fost construit un amvon în stilul specific Renașterii.
O problemă specială a pus-o bolta care, fiind prea vastă, fusese construită după o tehnică specială, pierdută de-a lungul timpului. Rakoczi a hotărât să nu apeleze la soluții mai ieftine și a adus meșteri din Curlanda (actuala Letonie) pentru a repara, conform stilului inițial, bolțile distruse. Se presupune că tot acum a fost ridicat și turnul clopotniță, care era dispus în partea de sud, precum și clădirea mănăstirii aferente. În turn a fost instalat un clopot uriaș, iar în 1640 a fost confecționat mobilierul interior. Pupitrul hexagonal din piatră pictată cu intarsii de alabastru este considerat o capodoperă a sculpturii transilvănene din secol al XVII-lea, fiind realizat de meșterii sibieni Elias Nicolai și Benedikt Mueck în 1646 și pictat de Regeni Asztalos Janos. Pe spațiile dintre pilonii lăcașului sunt dispuse bănci realizate de meșteri din Bistrița și Sibiu. În aprilie 1647 a fost montată coroana pupitrului din lemn de cipru pictat și aurit. Sfințirea bisericii refăcute a avut loc pe 30 iunie 1647.
În 1765 a fost instalată prima orgă pe un balcon din lemn, iar masa Domnului, ornamentată cu intarsii, a fost confecționată în 1820.
Turnul sudic nu a suportat greutatea clopotului uriaș și a fost necesară demolarea sa parțială, clopotul fiind mutat în actuala casă parohială aflată lângă biserică.
Primele reparații din epoca modernă au avut loc între 1910 și 1911, fiind construit cu acel prilej balconul vestic în stil neogotic, în care a fost instalată orga construită de firma Angster din Pecs în 1913. Alte lucrări de renovare au avut loc în perioada 1959-1961 când a fost reconstruit parțial tavanul neogotic aflat deasupra coridorului.

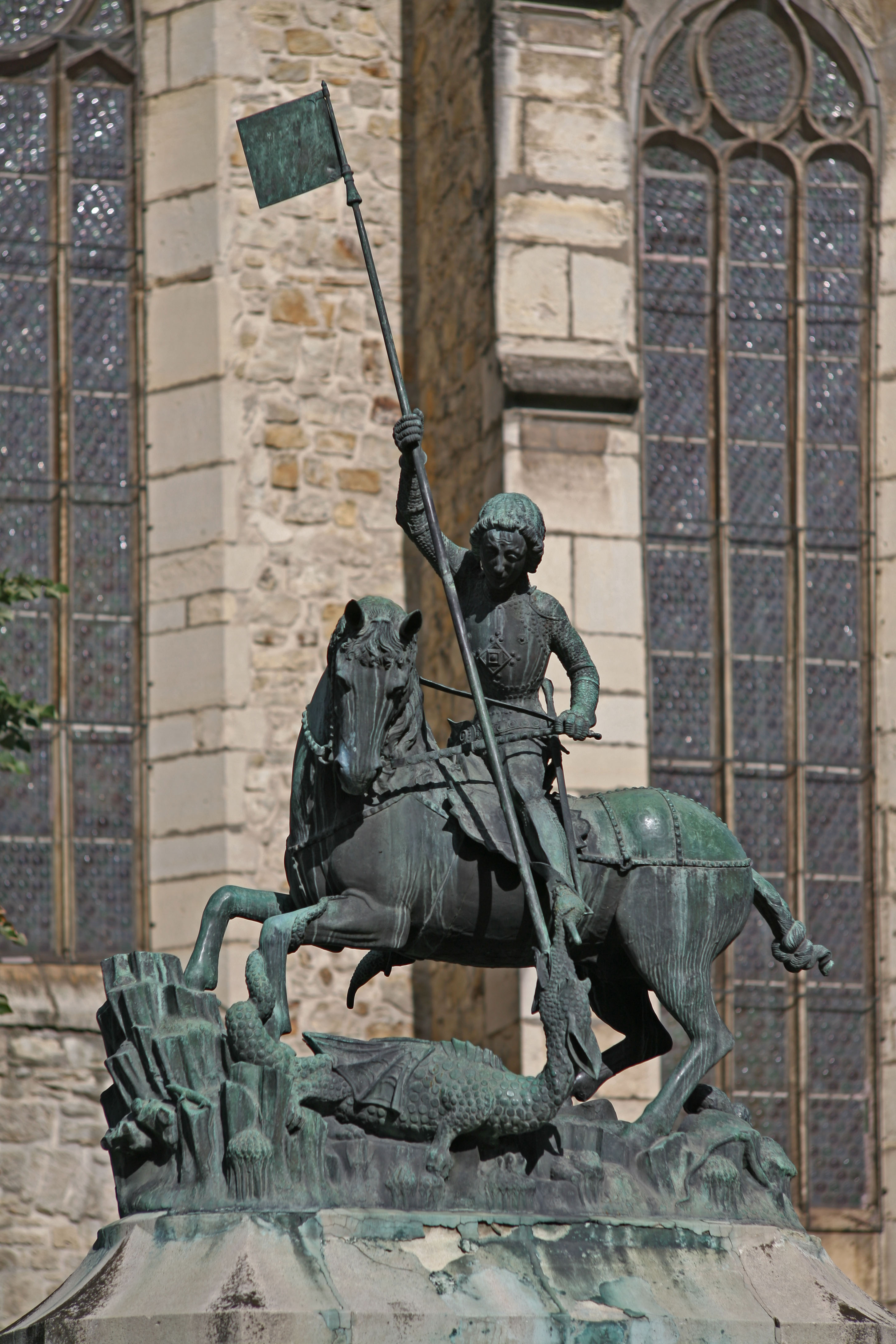
Statuia Sfântului Gheorghe.

## Descriere

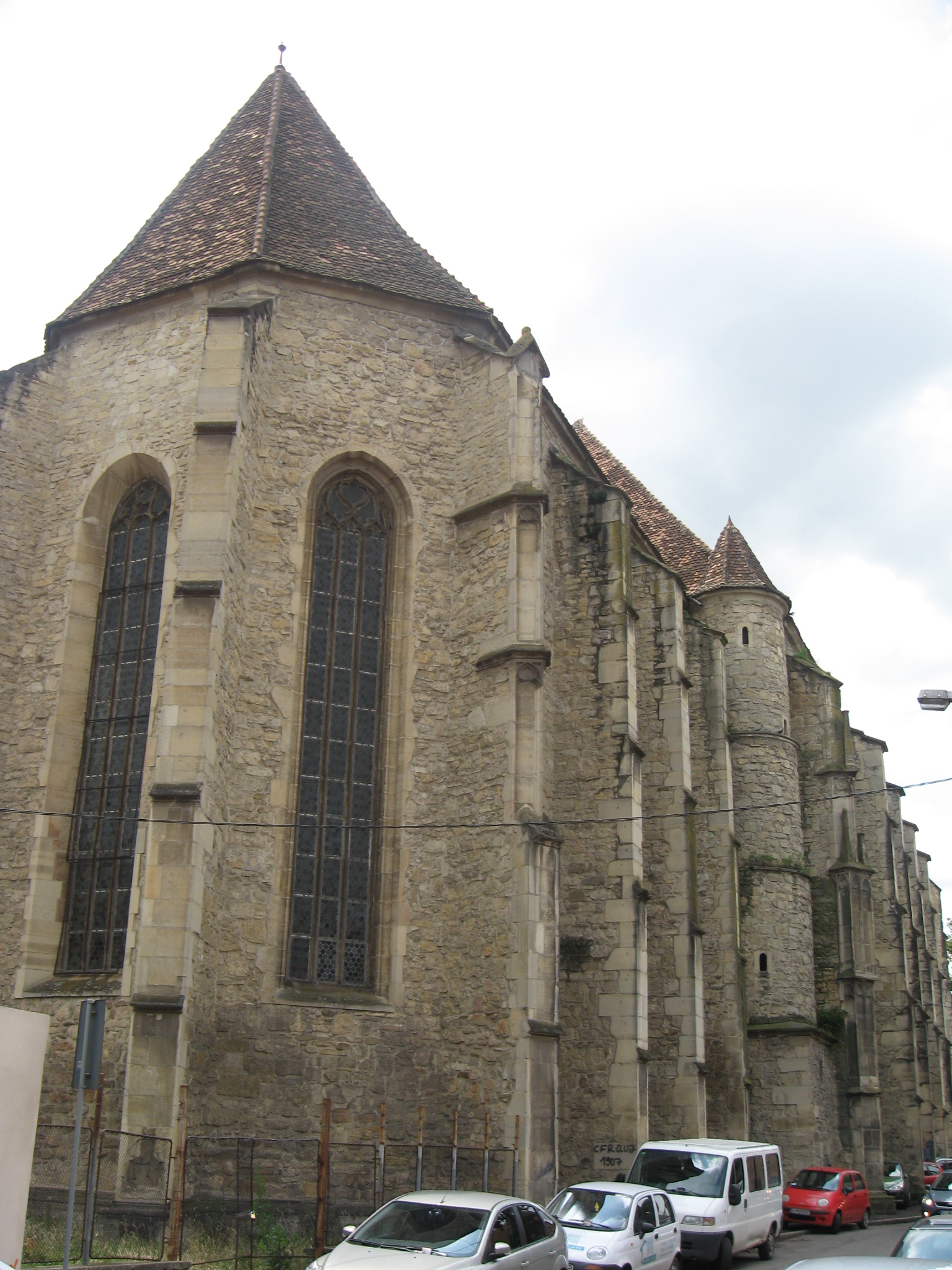
Biserica Reformată (latura estică)

Biserica a rămas un monument unic datorită vechimii și dimensiunilor sale, fiind cea mai mare construcție gotică de tip sală (cu o singură navă) din Transilvania și din sud-estul Europei. În 1603 călătorul Giovanni Argenti o descria drept „cea mai frumoasă din toată Transilvania”. Are 34 m lungime și 15 m lățime. Înălțimea pereților atinge 19 m. Biserica a fost clădită dintr-o singură navă, în spiritul franciscanilor, care nu doreau stâlpi de susținere sau prea multe ornamente, astfel încât credincioșilor să nu le fie perturbată atenția de nimic. Mobilierul datează din secolul al XV-lea, fiind realizat de mai mulți meșteri bistrițeni. Orga în stil rococo a fost construită în 1766 și este a doua orgă ca mărime după cea a Bisericii Negre din Brașov.
În 1651 a fost construit claustrul, în care a funcționat un colegiu universitar condus de eruditul János Apáczai Csere.
Colegiul Reformat din Cluj avea dreptul de a acorda diplome care erau echivalente celor acordate de alte academii italiene, spaniole, franceze sau germane.
Pe pereții bisericii se află cea mai bogată colecție de blazoane și steme din România aparținând unor nobili transilvăneni; unii dintre acești nobili precum principii Apafi I și II au fost de altfel înmormântați aici. Colecția a fost realizată de pastorul Gergely Herepei la sfârșitul secolului al XIX-lea. În extremitatea estică a lăcașului este dispus un monument dedicat ultimului voievod al Transilvaniei, Mihai Apafi I, realizat de Károly Kós în 1942.
În fața edificiului a fost amplasată copia statuii ecvestre a Sf. Gheorghe ucigând balaurul, care a fost realizată în anul 1904 de sculptorul József Róna. Originalul statuii, realizat în 1373, de sculptorii clujeni Gheorghe și Martin la comanda lui Carol al IV-lea. În prezent (2020), monumentul original este amplasat în „A Treia Curte” a Cetății din Praga, în stânga portalului de sud al Catedralei Sfântul Vitus, lângă o mică fântână.
Din anul 1960 în biserică sunt programate cu regularitate concerte de orgă, celebre pentru frumusețea lor.